# Francisco May, Isla Mujeres
Francisco May är en ort i Mexiko.   Den ligger i kommunen Isla Mujeres och delstaten Quintana Roo, i den östra delen av landet, 1 300 km öster om huvudstaden Mexico City. Francisco May ligger 8 meter över havet och antalet invånare är 223.
Terrängen runt Francisco May är mycket platt. Runt Francisco May är det mycket glesbefolkat, med 5 invånare per kvadratkilometer. Det finns inga andra samhällen i närheten. I omgivningarna runt Francisco May växer i huvudsak städsegrön lövskog.